# 绍桑 (罗讷省)
绍桑（法語：Chaussan，法語發音：[ʃosɑ̃]）是法国罗讷省的一个市镇，属于里昂区。

## 地理
绍桑（45°38'1"N, 4°38'22"E）面积7.89 平方千米，位于法国奥弗涅-罗讷-阿尔卑斯大区罗讷省，该省份为法国中东部省份，北起顺时针与索恩-卢瓦尔省、安省、里昂大都会、伊泽尔省和卢瓦尔省接壤。
与绍桑接壤的市镇（或旧市镇、城区）包括：龙塔隆、雅雷地区苏雪、圣安德烈拉科特、圣洛朗达尼、莫尔南、沙巴尼耶尔。
绍桑的时区为UTC+01:00、UTC+02:00（夏令时）。

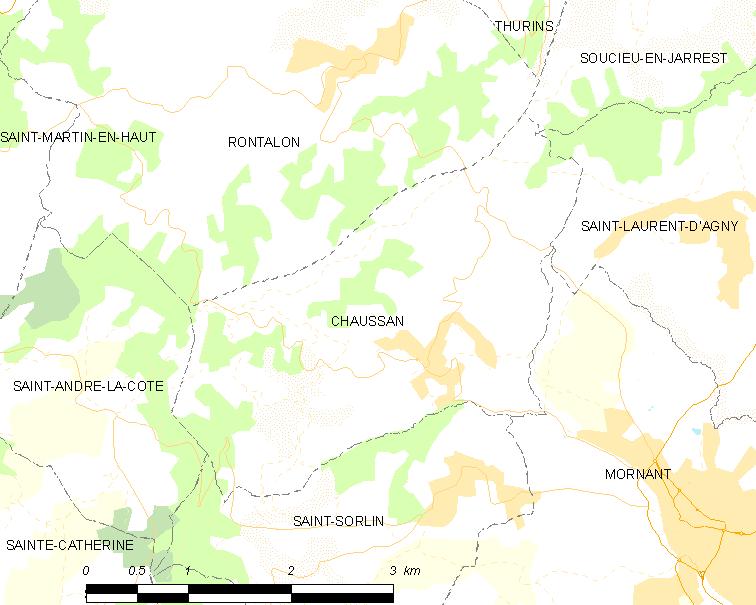
绍桑的OSM定位图

## 行政
绍桑的邮政编码为69440，INSEE市镇编码为69051。

## 政治
绍桑所属的省级选区为莫尔南县。

## 人口

1962-2008年间绍桑人口变化图示

绍桑于2022年1月1日时的人口数量为1215人。